# Оствинд
Флакпанцер IV Оствинд (нем. FlakPanzer IV) је самоходно ПВО оруђе из Другог светског рата. 

## Историја
Постојале су 3 варијанте Флакпанцера IV, од којих је најраније и најбројније било Mobelwagen, Flak43 ПВ топ калибра 37 mm постављен у тело Панцера IV без куполе. Покретне плоче дебљине 20 mm штитиле су посаду од пројектила када топ није био у функцији, и спуштале су се да формирају радну површину при коришћењу топа. Недостатак заштите за посаду током акције био је велики недостатак. Замена је био Wirbelwind, са 4 ПВ топа калибра 20 mm у отвореној осмоугаоној куполи са зидовима дебелим 16 mm. У куполи је била четворочлана посада (командир, нишанџија и два пуниоца). Ово је било много боље решење, и четвороструки 20 mm био је смртоносно оружје у свом домету, али био је потребан већи домет, што је довело до треће варијанте, Ostwind. Ова варијанта заменила је четири 20 mm са Flak43 ПВ топом калибра 37 mm, смањујући посаду куполе на три члана. Укупно је произведено 15 ових возила 1944. и још 28 током 1945.